# Cathédrale de Saint-Denis de La Réunion
La cathédrale Saint-Denis de Saint-Denis de La Réunion est une cathédrale catholique romaine située dans le centre-ville Saint-Denis, chef-lieu de l'île de La Réunion. Sa construction a commencé en novembre 1829 et s'est achevée en 1832. Elle est classée en totalité au titre des Monuments historiques le 13 octobre 1975,.

## Description
Le maître-verrier Henri Martin-Granel a eu l'occasion de travailler sur les vitraux de la cathédrale. 

Le fronton en Terre cuite de la cathédrale représente le martyre de saint Denis. Il fut commandé en 1863 à la manufacture Virebent de Launaguet.

## Histoire

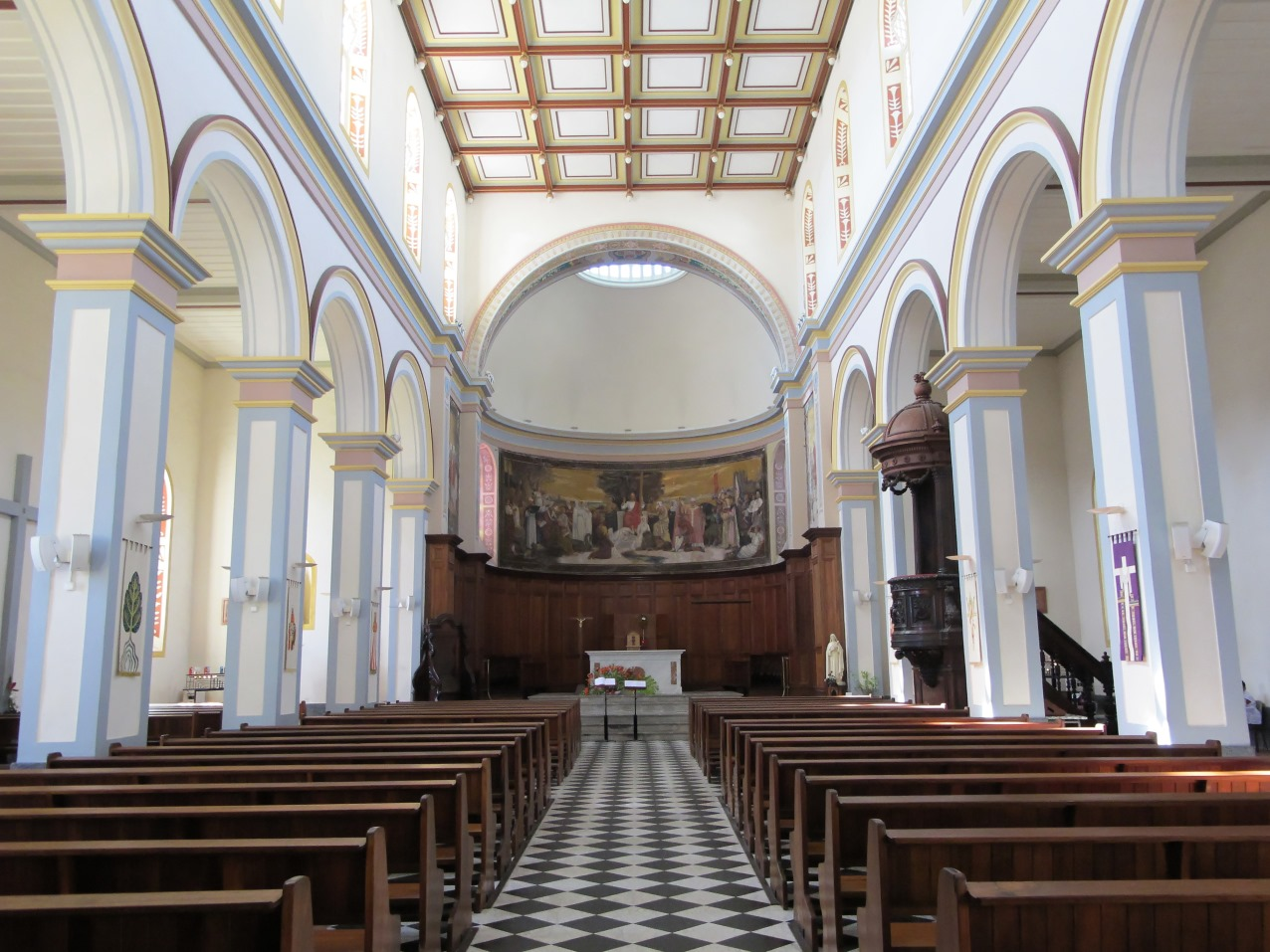
La nef de la cathédrale.

Le bâtiment a été construit selon les plans de l'ingénieur Paradis à la place d'une église qui l'avait précédé au XVIIIe siècle. Il ne prend sa forme définitive qu'en 1863 avec la construction du porche occidental en prostyle. 
La première pierre fut posée le 4 novembre 1829 par le gouverneur de Penfentenyo. Entre-temps, il est érigé en cathédrale en 1850 et consacré le 28 septembre 1860 par Monseigneur Maupoint.
En 1854, l'ancien maire de la ville Gustave Manès offre à la ville une fontaine achetée à la fonderie d'art Ducel. Celle-ci fut placée face à la cathédrale. Elle est à l'origine de l'aménagement et de l'embellissement de la place. Elle figure au registre des monuments historiques et une restauration de la fontaine est prévue pour 2010.
Plus tard, un clocher métallique, supportant deux cloches, a été érigé à côté de la nef de la cathédrale.
C'est à proximité de ce bâtiment, peint par Antoine Roussin, que l'homme politique Alexis de Villeneuve s'est fait tuer par balle en plein milieu d'une foule amassée pour l'entendre le 25 mai 1946.